# Lunnagård, Köinge socken
Lunnagård är en by i Köinge socken, Falkenbergs kommun. Inom byns nordligaste ägovidder ingår delar av Rammsjön vilken ingår i Ätrans huvudavrinningsområde.

## Historia
Lunnagård var sedan den danska tiden (före 1645) ett helt mantal skattehemman . Jordeboksnamnet är Anders Bengtsgård . Mantalslängden för 1674 tar upp två gårdar, men år 1689 fanns det enligt mantalslängden tre gårdar, och så förblev det  till år 1847, då den största av de tre gårdarna delades på två fastigheter, en mindre och en större.
Laga skifte skedde i Lunnagård och Kullastugan 1847–54, fastställt 1857. I samma skifte deltog Köinge kyrkby. Det var ett för trakten förhållandevis stort och invecklat skifte. När skiftet genomfördes fanns fyra gårdar i Lunnagård . och byn var förmedlad till 25/36 mantal. Sedan följde under det följande halvseklet en rad hemmansklyvningar och avstyckningar ; År 1867 utökades antalet gårdar till sju och 20 år senare hade antalet växt till nio. Vid mitten av 1920-talet var antalet jordbruksfastigheter uppe i hela 15 stycken.

## Torpet Kullastugan
På utmarkerna till Lunnagård ligger torpet Kullastugan.Vid ett utmarksskifte, fastställt av Kungl. Maj:t 1827, förklarades Kullastugan vara en kronolägenhet, det vill säga en från ett kronohemman utbruten fastighet. Sedan dess har Kullastugan behandlats som ett eget jordeboksobjekt.

## Bebyggelsenamn
- Bredavadsslätt (cirka 1860 – ). Ett torp.
- Hög(a)slätt (cirka 1847 – ). Två torp, friköpta under 1900-talet.
- Hakamosse / Karlsvik (cirka 1851 – ). Ett torp, friköpt 1937.
- Kullastugan / Kullatorpet / Kullarna / Kulladalen (cirka 1766 – ). Ett torp, utbruten 1827 till en egen ej mantalssatt fastighet (se ovan).
- Svartehall (cirka 1817 – ). Ett torp.
- Älvasjöslätt (cirka 1811 – ). Ett torp, friköpt under 1900-talet.

## Övrigt
Vid Lunnagård anlades år 1926 en hållplats vid slutet av en kraftig stigning 2,5 km norr om Ätrafors station på Falkenbergs Järnväg (FJ – vanligen kallad Pyttebanan) vilken gick rakt genom byn åren 1894 – 1959.

### Fotnoter
1. ↑  Som källa för arealuppgiften har använts ”Beskrivning till [ekonomiska] kartan över Köinge, Okome och Svartrå socknar inom Faurås härad och Hallands län upprättad i Rikets Allmänna Kartverk år 1925”, vilket har sin förklaring dels i dess noggranna redogörelse för de då rådande förhållandena, dels för att fastighetsregleringar under senare år så radikalt har ritat om fastighetskartorna att ibland både byanamn raderats ut och historiska församlingsgränser flyttats. 1925 års beskrivning kan därför sägas utgöra den skriftliga källa som bäst speglar den (historiska) mantalssättning som rått sedan 1600-talets mitt och även det namnskick som (trots fastighetsregleringar) ännu råder på orten.
2. ↑  Ur Warbergs län jordebok 1592;Skatte guodtz . . . Pouell Joenssenn ÿ Lundegardt . . . Vidare ur ”Mandtall och Wdschrifft aff Jordebogen - - - 1603”;  . . Olluf Joensön i Lundegaard . . . Ytterligare vidare ur Ekstraskattemandtaller 1638;Skattegaarde. . . Anders Benntsen i Lundegr: . . . Inndister . . . Torbiörnn Benntsen i Lundeg., Helle Pedersen ib.
3. ↑  Ur Jordeboken 1646; Anders Bengtsson i ”Liunnagårdh” skattehemman 1 mtl.
4. ↑  Ur Hallands Landsbeskrifning 1729; Lunnagård, 1 mtl Skatte, Hans Anderson 1/3, Oluf Börson 1/3, Bengt Tykeson 1/3.
5. ↑  Vid laga skiftet tvingades tre av de fyra gårdarna flytta från den ursprungliga bytomten. Ende kvarboende blev ’Brobergs’.
6. ↑  Gårdsgenealogier finns gjorda för samtliga gårdar inom f.d. Okome pastorat av släktforskaren Ingemar Rosengren